# Dorfkirche Bentwisch

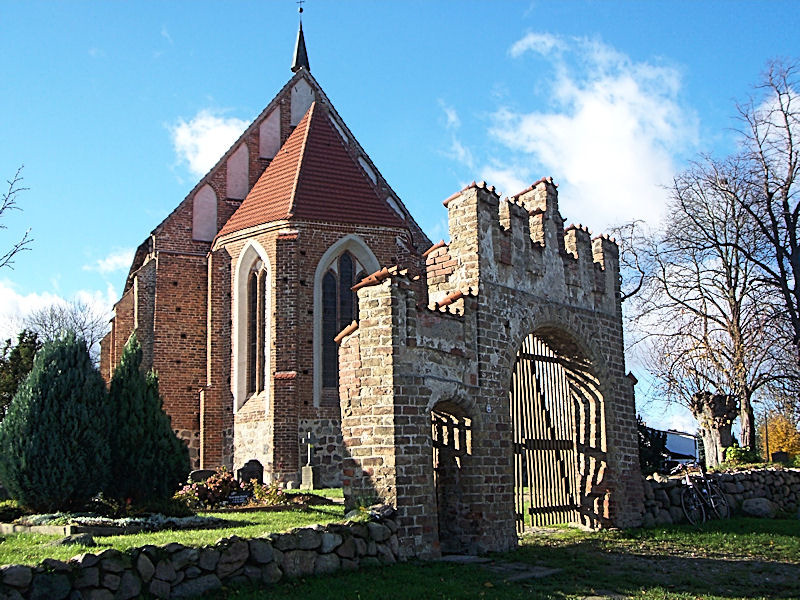
Kirche Bentwisch

Die Dorfkirche Bentwisch ist die Kirche der Evangelisch-lutherischen Kirchgemeinde Bentwisch im Landkreis Rostock. Die Gemeinde gehört zur Propstei Rostock im Kirchenkreis Mecklenburg der Evangelisch-Lutherischen Kirche in Norddeutschland (Nordkirche).

## Geschichte
Das Dorf Bentwisch gehörte im Jahr 1235 mit Volkenshagen und Wustrow zum Besitz des Klosters Dünamünde in Livland. Die Dauer dieses Besitzes ist nicht bekannt. 1257 wird als Besitzer von Hufen in Bentwisch Bischof Rudolph von Schwerin genannt, von 1295 bis 1305 der Ratsherr Ludbert Sommer. 1300 bekam der Ritter Johann Moltke auf Toitendorp (Toitenwinkel) das Kirchenpatronat von Nikolaus von Rostock zum Geschenk. Zu dieser Zeit ist die Toitenwinkeler Kirche eine Tochterkirche von Bentwisch. Im Mittelalter gehörte die Kirche zum Archidiakonat Rostock.

## Baubeschreibung

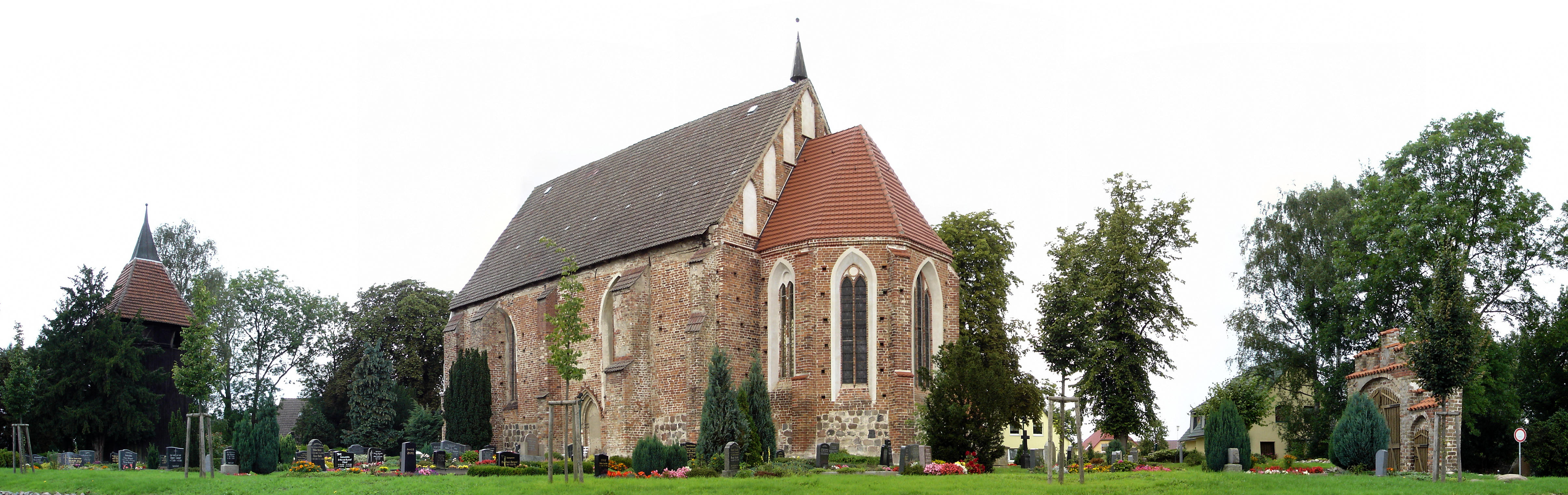
Kirche mit Glockenturm (links)

Die Kirche ist aus Backstein auf einem etwa 1,6 Meter hohen Feldsteinsockel. Sie wurde im 14. Jahrhundert erbaut. Im Osten ist ein Chor angebaut, der als Oktogon angelegt ist und von einem Gewölbe geschlossen wird. Nördlich an den Chor ist eine Sakristei mit Kreuzgewölbe angebaut. Um den Chor verläuft ein Gesimsband mit Hohlkehle und Stab. Das rechteckige, zweijochige Kirchenschiff hat eine flache Holzdecke. Den Chorabschluss zum Kirchenschiff bildet ein gotischer Triumphbogen mit einem wulstigen Profil. Im Chorraum gibt es drei zweiteilige und ein dreiteiliges Fenster mit Spitzbogen. Auf der Nordseite des Langhauses sind die ursprünglichen vierteiligen Fenster erhalten, in der Südwand wurden zusätzliche Stützpfeiler angebracht, so dass dadurch ein Fenster halbiert und eines lediglich dreiteilig geblieben ist. Weitere 14 Stützpfeiler aus Backstein sind um den Bau verteilt. Das ehemalige Portal auf der Nordseite weist in seiner Laibung abwechselnde Hohlkehlen und birnenförmige Stäbe auf. Als Schmuck finden sich in der Krönung des Spitzbogens Lilien und Krabben aus Backstein. Das heutige Westportal ist auffallend hoch und mit fünf Rundstäben und vier dazwischenliegenden Wandgliedern in der Laibung verziert. Auf dem mit sieben gotischen Blenden verzierten Ostgiebel sitzt ein Dachreiter.
Im separat stehenden holzverkleideten Glockenturm hängen drei Glocken mit den Tönen fis', g' und ais'. Nach umfangreichen Sanierungsarbeiten sollen Ende 2009 die Glocken wieder geläutet werden können.

## Ausstattung
Der aus dem 15. Jahrhundert stammende Klappaltar hat vier Flügel, auf dessen beiden Seiten der Außenflügel und den äußeren Seiten der Innenflügel sich vor den Restaurierungen 1690 und 1852 Gemälde befanden. Im Mittelschrein die Kreuzigungsszene aus 13 geschnitzten Figuren, jeweils rechts und links davon je 12 Figuren, darunter Heilige und die Apostel. Die Kanzel aus der Renaissancezeit ist mit gemalten Wappen der Familien von Vieregge und von Weltzien verziert. An der Südseite des Kirchenschiffes auf einer Empore von 1690 befindet sich der Albertsdorfer Chor mit Familienwappen und anderen mystischen Malereien.
Die Orgel wurde 1852 von Heinrich Rasche gebaut und 2009 umfassend restauriert. Sie ist mit zwölf Registern, zwei Manualen und Pedal mit mechanischen Schleifladen ausgestattet. Die Orgelpfeifen im Prospekt wurden im Ersten Weltkrieg eingeschmolzen und später durch solche aus Zink ersetzt. Nach einer Reparatur 1977 wurde eine elektrische Windanlage eingebaut, die Orgel umdisponiert und in ihrem Klang aufgehellt. Bei der Restaurierung wurde der Originalzustand wiederhergestellt.
Die Kirchenbänke stammen aus der 1971 gesprengten Christuskirche Rostock.